# Saison 6 de Flash
Chronologie
Saison 5 Saison 7
La sixième saison de Flash (The Flash), série télévisée américaine, est constituée de dix-neuf épisodes et est diffusée du 8 octobre 2019 au 12 mai 2020 sur The CW, aux États-Unis. Initialement prévu pour vingt-deux épisodes, à la suite de la pandémie de Covid-19, le tournage a été interrompu après l'épisode 19, devenant ainsi l'épisode final de cette saison.

## Synopsis
La crise annoncée en 2024, lors de laquelle Flash est amené à disparaître, est avancée au 10 décembre 2019. Tandis que Barry et la Team Flash doivent se préparer à la crise à venir, le docteur Ramsey Rosso, un ami de Caitlin gravement malade, tente désespérément d'affronter la mort. Un combat qui va lui faire perdre son humanité pour devenir le terrible Bloodwork.
Barry survit à la crise et découvre dans ce nouveau monde les changements à Central City. La Force Véloce est condamnée à disparaître et la vitesse de Barry se dissipe lentement. Barry et la Team Flash sont confrontés à Black Hole, une organisation criminelle dissimulée dans l'ombre, employant des méta-humains comme assassins. Entre-temps, une nouvelle menace apparaît, lorsqu'Iris se retrouve piégée dans un univers miroir et qu'un clone d'elle-même prend sa place auprès de Barry et ses proches.

## Distribution

### Acteurs principaux
- Grant Gustin (VF : Alexandre Gillet) : Barry Allen / Flash
- Candice Patton (VF : Jessica Monceau) : Iris West-Allen
- Danielle Panabaker (VF : Marie Diot) : Dr Caitlin Snow / Frost
- Carlos Valdes (VF : Antoine Schoumsky) : Cisco Ramon
- Tom Cavanagh (VF : Serge Faliu) : Harrison « Nash » Wells / Pariah (en) (à partir de l'épisode 3) ; Eobard Thawne / Reverse-Flash (épisodes 13 à 15)
- Jesse L. Martin (VF : Frantz Confiac) : le capitaine Joe West
- Hartley Sawyer (VF : Donald Reignoux) : Ralph Dibny / Elongated Man
- Danielle Nicolet (VF : Julie Dumas) : Cecile Horton
- Efrat Dor (en) : Eva McCulloch / Mirror Monarch (à partir de l'épisode 12)

### Acteurs récurrents
- Sendhil Ramamurthy (VF : Stéphane Fourreau) : Dr Ramsey Rosso / Bloodwork (en)
- Victoria Park : Kamilla Hwang
- Brandon McKnight (VF : Mike Fédée) : Chester P. Runk
- Kayla Compton (VF : Nastassja Girard) : Allegra Garcia
- Natalie Dreyfuss (VF : Déborah Grall) : Sue Dearbon

### Invités
- John Wesley Shipp (VF : Philippe Catoire) : Jay Garrick / Flash (Terre-III) et Barry Allen / Flash (Terre-90) (épisode 2 - récurrence à travers les saisons)
- Amy Pietz (VF : Barbara Delsol) : Debbie Dibny (épisode 3)
- Danny Trejo (VF : Saïd Amadis) : Breacher (épisode 5)
- Michelle Harrison (VF : Ivana Coppola) : Joan Williams (Terre-III) (épisode 2) ; La Force Véloce (épisode 14)
- Keiynan Lonsdale (VF : Alex Fondja) : Wally West / Kid Flash (épisode 14)

### Invités des séries du même univers
- Stephen Amell (VF : Sylvain Agaësse) : Oliver Queen / Green Arrow (épisode 9)
- LaMonica Garrett (VF : Florian Wormser) : Mar Novu / Monitor (en) et Anti-Monitor (en) (épisodes 1 et 9)
- Audrey Marie Anderson (VF : Anne Massoteau) : Lyla Michaels / Harbinger (épisode 9)
- Melissa Benoist (VF : Zina Khakhoulia) : Kara Danvers / Kara Zor-El / Supergirl (épisode 9)
- Jon Cryer (VF : Lionel Tua) : Lex Luthor (épisode 9)
- David Harewood (VF : Paul Borne) : J'onn J'onzz (épisode 9)
- Tyler Hoechlin (VF : Thibaut Lacour) : Kal-El / Clark Kent / Superman (épisode 9)
- Caity Lotz (VF : Anne-Charlotte Piau) : Sara Lance / White Canary (épisode 9)
- Wentworth Miller (VF : Xavier Fagnon) : Leonard Snart / IA du vaisseau (vocal uniquement ; épisode 9)
- Dominic Purcell (VF : Éric Aubrahn) : Mick Rory / Heat Wave (épisode 9)
- David Ramsey (VF : Namakan Koné) : John « Dig » Diggle / Spartan (épisodes 9 et 10)
- Ruby Rose (VF : Vanessa Van-Geneugden) : Kate Kane / Batwoman (épisode 9)
- Brandon Routh (VF : Adrien Antoine) : Raymond « Ray » Palmer / The Atom / Clark Kent / Superman (épisode 9)
- Bitsie Tulloch (VF : Pamela Ravassard) : Lois Lane (épisode 9)
- Cress Williams (VF : Daniel Lobé) : Jefferson Pierce / Black Lightning (épisode 9)
- Osric Chau (VF : Alexandre Nguyen) : Ryan Choi (épisode 9)
- Matt Ryan (VF : Axel Kiener) : John Constantine (épisode 9)
- Tom Ellis (VF : Damien Ferrette) : Lucifer Morningstar (épisode 9)
- Ashley Scott (VF : Laura Blanc) : Helena Kyle / Huntress (épisode 9)
- Katherine McNamara (VF : Cindy Tempez) : Mia Smoak / Blackstar (épisode 9)

## Production

### Développement
Le 31 janvier 2019, la série a été renouvelée pour cette sixième saison de dix-neuf épisodes.

### Attribution des rôles
En juillet 2019, l'acteur Sendhil Ramamurthy a obtenu le rôle récurrent de l'antagoniste principal de la saison, le Dr Ramsey Rosso / Bloodwork et l'acteur LaMonica Garrett pour tenir le rôle de Mar Novu / Monitor et Anti-Monitor lors du premier épisode, de cette saison.

### Tournage
Le tournage a débuté le 2 juillet 2019 à Vancouver, en Colombie-Britannique et devait se conclure le 6 avril 2020,.
Mais le 13 mars 2020, à la suite de la pandémie de maladie à coronavirus de 2020 au Canada, le tournage a été interrompu, la production des 3 derniers épisodes étant impossible.

### Diffusions
Aux États-Unis, la saison a été diffusée du 8 octobre 2019 au 12 mai 2020 sur The CW.

## Liste des épisodes
1. Le Trou noir
2. Rien n'est écrit
3. Crise existentielle
4. Le Serment d'hypocrite
5. Psychose
6. Bons baisers de Midway City
7. Les Doutes de Barry Allen, première partie
8. Les Doutes de Barry Allen, deuxième partie
9. Crisis on Infinite Earths : Moment critique
10. Marathon
11. Drôle de Saint-Valentin
12. Mais qui est Sue Dearbon ?
13. Un allié inattendu
14. La Fin de la Vitesse Pure
15. Vaincre ses démons
16. Au revoir, à jamais
17. Délivrée
18. En payer le prix
19. La réussite est assurée

### Épisode 1:Le Trou noir
- États-Unis : 8 octobre 2019 sur The CW[8]
- France :
  - 16 décembre 2020 sur TF1[Note 1],[9]
  - 7 mars 2021 sur Syfy[10]
- Québec : 17 décembre 2020  sur Club Illico

- États-Unis : 1,62 million de téléspectateurs[11] (première diffusion)

- Brandon McKnight (Chester Phineas Runk)
- Neil Webb (Gat)
- Ryan Handley (Godspeed 4)
- Gerry South (Gérant de la boîte de nuit)

- Lorsque Barry court pour atteindre le trou noir afin d'accéder à la conscience de Chester, Cisco met la chanson Flash du groupe de musique Queen[12],[13].
- Lorsque Ralph Dibny revient à Starlabs, il fait référence à James Bond.

### Épisode 2:Rien n'est écrit
- États-Unis : 15 octobre 2019 sur The CW
- France :
  - 17 décembre 2020 sur TF1[Note 1],[14]
  - 7 mars 2021 sur Syfy[10]
- Québec : 17 décembre 2020  sur Club Illico

- États-Unis : 1,27 million de téléspectateurs[11] (première diffusion)

- John Wesley Shipp (Jay Garrick / Flash (Terre 3))
- Michelle Harrison (Joan Williams)
- Ken Camroux-Taylor (Juge Hankerson)
- Kunal Jaggi (Steven Lee)
- Alex Barajas (Esperanza Garcia / Ultraviolet)
- Shawn Stewart (Mitch Romero)

### Épisode 3:Crise existentielle
- États-Unis : 22 octobre 2019 sur The CW
- France :
  - 18 décembre 2020 sur TF1[Note 2],[15]
  - 14 mars 2021 sur Syfy[réf. nécessaire]
- Québec : 17 décembre 2020  sur Club Illico

- États-Unis : 1,38 million de téléspectateurs[11] (première diffusion)

- Amy Pietz (Debbie Dibny)
- Mark Sweatman (Norvock)
- Neil Webb (Gat)
- Shawn Stewart (Mitch Romero)
- Gardiner Millar (Tony Rawlins)

- Ramsey fait référence à Ted Kord, alias Blue Beetle, lorsqu'il justifie où il a trouvé de la matière noire

### Épisode 4:Le Serment d'hypocrite
- États-Unis : 29 octobre 2019 sur The CW
- France :
  - 22 décembre 2020 sur TF1[Note 3]
  - 14 mars 2021 sur Syfy
- Québec : 17 décembre 2020  sur Club Illico

- États-Unis : 1,48 million de téléspectateurs[11] (première diffusion)

- Meera Simhan (Rachel Rosso)
- James Rha (Dr Rodrigo)

### Épisode 5:Psychose
- États-Unis : 5 novembre 2019 sur The CW
- France :
  - 22 décembre 2020 sur TF1[Note 4]
  - 21 mars 2021 sur Syfy
- Québec : 17 décembre 2020  sur Club Illico

- États-Unis : 1,19 million de téléspectateurs[11] (première diffusion)

- Danny Trejo (Breacher)
- Matt Ellis (Agent Zak Zeal)
- Mark Sweatman (Norvock)

### Épisode 6:Bons baisers de Midway City
- États-Unis : 19 novembre 2019 sur The CW
- France :
  - 22 décembre 2020 sur TF1[Note 5]
  - 21 mars 2021 sur Syfy
- Québec : 17 décembre 2020  sur Club Illico

- États-Unis : 1,29 million de téléspectateurs[11] (première diffusion)

- Brandon McKnight (Chester Phineas Runk)
- Carlo Rota (Remington Meister)
- Alexa Barajas (Esperanza Garcia / Ultraviolet)
- Rebecca Finch (Idna)
- Rebecca Roberts (January Galore)
- Tess Atkins (Natalie)

- La bande annonce fait clairement penser à une parodie de films de James Bond d'où le titre en version originale License to… faisant référence au fameux permis de tuer de l'agent 007.[réf. nécessaire]

### Épisode 7:Les Doutes de Barry Allen, première partie
- États-Unis : 26 novembre 2019 sur The CW
- France :
  - 29 décembre 2020 sur TF1[Note 6]
  - 28 mars 2021 sur Syfy
- Québec : 17 décembre 2020  sur Club Illico

- États-Unis : 1,17 million de téléspectateurs[11] (première diffusion)

- Michelle Harrison (Nora Allen / la Vitesse Pure)
- Emmett Lee Stang (Homme mystérieux)

### Épisode 8:Les Doutes de Barry Allen, deuxième partie
- États-Unis : 3 décembre 2019 sur The CW
- France :
  - 29 décembre 2020 sur TF1[Note 7]
  - 28 mars 2021 sur Syfy
- Québec : 17 décembre 2020  sur Club Illico

- États-Unis : 1,31 million de téléspectateurs[11] (première diffusion)

- Meera Simhan (Rachel Rosso)
- Kailey Spear (Civile terrifiée #1)
- Sam Spear (Civile terrifiée #2)

### Épisode 9:Crisis on Infinite Earths: Moment critique
- États-Unis : 10 décembre 2019 sur The CW
- France :
  - 22 décembre 2020 sur TF1[Note 8]
  - 4 avril 2021 sur Syfy
- Québec : 17 décembre 2020  sur Club Illico

- États-Unis : 1,73 million de téléspectateurs[11] (première diffusion)

- Stephen Amell (Oliver Queen / Arrow)
- David Ramsey (John Diggle)
- Melissa Benoist (Kara Danvers / Supergirl)
- Caity Lotz (Sara Lance / White Canary)
- Brandon Routh (Ray Palmer et Clark Kent / Superman (Terre-96))
- Bitsie Tulloch (Loïs Lane)
- Tyler Hoechlin (Clark Kent / Superman)
- David Harewood (Hank Henshaw / J'onn J'onzz / Martian Manhunter)
- Katherine McNamara (Mia Smoak / Blackstar)
- Cress Williams (Jefferson Pierce / Black Lightning)
- Jon Cryer (Lex Luthor)
- Ruby Rose (Kate Kane / Batwoman)
- Matt Ryan (John Constantine)
- Tom Ellis (Lucifer Morningstar)
- Audrey Marie Anderson (Lyla Michaels / Harbinger)
- John Wesley Shipp (Barry Allen / Flash (Terre-90))
- Stephen Lobo (Jim Corrigan / Le Spectre)
- Osric Chau (Dr Ryan Choi)
- Ashley Scott (Helena Wayne / Huntress)
- Dina Meyer (Barbara Gordon / Oracle)
- Wentworth Miller (Leonard) (voix)

- Cet épisode est la troisième partie du sixième crossover du Arrowverse, précédé par l'épisode 9 de la cinquième saison de Supergirl et de l'épisode 9 de la nouvelle série Batwoman. Il est suivi par l'épisode 8 de la huitième saison d’Arrow et se conclut avec l'épisode spécial de la cinquième saison de Legends of Tomorrow[16],[17].
- Unique crossover avec la série Lucifer avec la participation de son acteur principal Tom Ellis.
- Apparition des actrices Dina Meyer et Ashley Scott de la série Les Anges de la nuit. Elles reprennent exceptionnellement leurs rôles respectifs d'Oracle et Huntress.
- Aperçu d'une scène de la série "Flash (série télévisée, 1990)"

### Épisode 10:Marathon
- États-Unis : 4 février 2020 sur The CW
- France :
  - 22 décembre 2020 sur TF1[Note 9]
  - 4 avril 2021 sur Syfy
- Québec : 17 décembre 2020  sur Club Illico

- États-Unis : 1,29 million de téléspectateurs[11] (première diffusion)

- David Ramsey (John Diggle / Spartan)
- William MacDonald (Gene Huskk)
- Emmie Nagata (Dr Kimiyo Hoshi / Dr Light)
- Eric Nenninger (Joseph Carver)
- Tess Atkins (Natalie)
- Eduard Witzke (Sterling Brooks)
- Andrew J. Hampton (Maurice)
- Gary Starkell (Riggs Willington)
- Emmett Lee Stang (Homme mystérieux)
- Sonia Beeksma (Journaliste de KPJT)
- Jarryd Baine (Journaliste de Channel 52 News)
- Arran Henn (Journaliste de CatCo)

### Épisode 11:Drôle de Saint-Valentin
- États-Unis : 11 février 2020 sur The CW
- France :
  - 23 décembre 2020 sur TF1[Note 10]
  - 11 avril 2021 sur Syfy
- Québec : 17 décembre 2020  sur Club Illico

- États-Unis : 1,13 million de téléspectateurs[11] (première diffusion)

- Katee Sackhoff (Amunet Black / Blacksmith)
- Damion Poitier (Goldface)
- Tess Atkins (Natalie)
- Robert Zen Humpage (Saul Frankel)
- Tyson Arner (Emerson Fairweather)
- Darryl Quon (Skullstar)
- Kyle Strauts (Lars Patel)
- Stephanie Izsak (Officier Daisy Korber)
- Rodrigo Massa (Serveur)
- Phillip Mitchell (Vigile)

### Épisode 12:Mais qui est Sue Dearbon?
- États-Unis : 18 février 2020 sur The CW
- France :
  - 23 décembre 2020 sur TF1[Note 11]
  - 11 avril 2021 sur Syfy
- Québec : 17 décembre 2020  sur Club Illico

- États-Unis : 1,1 million de téléspectateurs[11] (première diffusion)

- Natalie Dreyfuss (Sue Dearbon)
- Alexa Barajas (Esperanza Garcia / Ultraviolet)
- Silver Kim (John Loring)
- Brian Johnston (Directeur de la banque)
- Travis Fawcett (Vigile)
- Efrat Dor (Eva McCulloch)

### Épisode 13:Un allié inattendu
- États-Unis : 25 février 2020 sur The CW
- France :
  - 27 décembre 2020 sur TF1[Note 12]
  - 18 avril 2021 sur Syfy
- Québec : 17 décembre 2020  sur Club Illico

- États-Unis : 1,17 million de téléspectateurs[11] (première diffusion)

- David Sobolov (Gorrilla Grodd) (voix)
- Andy Mientus (VF : Alexis Tomassian) (Hartley Rathaway)
- Keith David (Solovar) (voix)

### Épisode 14:La Fin de la Vitesse Pure
- États-Unis : 10 mars 2020 sur The CW
- France :
  - 26 décembre 2020 sur TF1[Note 11]
  - 18 avril 2021 sur Syfy
- Québec : 17 décembre 2020  sur Club Illico

- États-Unis : 1,03 million de téléspectateurs[11] (première diffusion)

- Keiynan Lonsdale (Wally West / Kid Flash)
- Elizaveta Neretin (Maria Volkova)
- Vanessa Walsh (Frida Novikov)

### Épisode 15:Vaincre ses démons
- États-Unis : 17 mars 2020 sur The CW
- France :
  - 25 décembre 2020 sur TF1[Note 13]
  - 25 avril 2021 sur Syfy
- Québec : 17 décembre 2020  sur Club Illico

- États-Unis : 1,19 million de téléspectateurs[11] (première diffusion)

- Natalie Sharp (Millie Rawlins / Sunshine)

### Épisode 16:Au revoir, à jamais
- États-Unis : 21 avril 2020 sur The CW[18]
- France :
  - 28 décembre 2020 sur TF1[Note 13]
  - 25 avril 2021 sur Syfy
- Québec : 17 décembre 2020  sur Club Illico

- États-Unis : 1,09 million de téléspectateurs (première diffusion)

- Rebecca Roberts (January Galore)
- Natalie Sharp (Millie Rawlins / Sunshine)

- Initialement prévue pour le 31 mars 2020, la diffusion a été reportée[19].

### Épisode 17:Délivrée
- États-Unis : 28 avril 2020 sur The CW
- France :
  - 29 décembre 2020 sur TF1[Note 14]
  - 2 mai 2021 sur Syfy
- Québec : 17 décembre 2020  sur Club Illico

- États-Unis : 1,18 million de téléspectateurs (première diffusion)

### Épisode 18:En payer le prix
- États-Unis : 5 mai 2020 sur The CW
- France :
  - 29 décembre 2020 sur TF1[Note 2]
  - 2 mai 2021 sur Syfy
- Québec : 17 décembre 2020  sur Club Illico

- États-Unis : 1,22 million de téléspectateurs (première diffusion)

- Andy Mientus (Hartley Rathaway)
- Joel Semande (Roderick Smith)

### Épisode 19:La réussite est assurée
- États-Unis : 12 mai 2020 sur The CW[21]
- France :
  - 29 décembre 2020 sur TF1[Note 15]
  - 2 mai 2021 sur Syfy
- Québec : 17 décembre 2020  sur Club Illico

- À la suite de la pandémie de Covid-19, le tournage a été interrompu après cet épisode et servira d'épisode final pour la saison. Les 3 épisodes finaux qui n'ont pas pu être tournés deviennent les 3 premiers de la saison 7[2].